# Snowboard-Weltmeisterschaften 2021
Die 14. Snowboard-Weltmeisterschaften fanden vom 11. Februar bis 2. März 2021 in Schweden, Slowenien und den USA statt.
Ursprünglich hatte die FIS geplant, dass die Weltmeisterschaften zum vierten Mal nach 2015, 2017 und 2019 im Rahmen einer "Doppel-WM" aus Freestyle-Skiing und Snowboard gleichzeitig mit den Freestyle-Skiing-Weltmeisterschaften im chinesischen Zhangjiakou stattfinden. Aufgrund der COVID-19-Pandemie wurden die Bewerbe schließlich abgesagt und fanden nunmehr unabhängig voneinander an unterschiedlichen Austragungsorten statt. 
Für die Rennen der Skicrosser und der Snowboardcrosser war vom 11. bis zum 13. Februar das schwedische Idre Fjäll eingesprungen und die Wettbewerbe im Parallel-Slalom und Parallel-Riesenslalom fanden am 1. und 2. März 2021 im slowenischen Rogla statt.

## Medaillenspiegel
| Platz | Land                   |   |   |   |   |
| ----- | ---------------------- | - | - | - | - |
| 1     | Kanada                 | 2 | 2 | 1 | 5 |
| 2     | Russischer Skiverband  | 2 | 1 | 2 | 5 |
| 3     | Österreich             | 1 | 2 | 1 | 4 |
| 4     | Vereinigte Staaten     | 1 | 2 | - | 3 |
| 5     | Deutschland            | 1 | 1 | 1 | 3 |
| 5     | Australien             | 1 | 1 | 1 | 3 |
| 7     | Neuseeland             | 1 | 1 | - | 2 |
| 8     | Spanien                | 1 | - | 1 | 2 |
| 8     | Norwegen               | 1 | - | 1 | 2 |
| 8     | Japan                  | 1 | - | 1 | 2 |
| 11    | Vereinigtes Königreich | 1 | - | - | 1 |
| 12    | Italien                | - | 3 | - | 3 |
| 13    | Tschechien             | - | - | 1 | 1 |
| 13    | Frankreich             | - | - | 1 | 1 |
| 13    | Finnland               | - | - | 1 | 1 |
| 13    | Schweiz                | - | - | 1 | 1 |

## Ergebnisse

### Frauen

#### Snowboardcross
| Platz | Land | Sportler           |
| ----- | ---- | ------------------ |
| 1     | GBR  | Charlotte Bankes   |
| 2     | ITA  | Michela Moioli     |
| 3     | CZE  | Eva Samková        |
| 4     | AUS  | Belle Brockhoff    |
| 5     | SUI  | Lara Casanova      |
| 6     | USA  | Stacy Gaskill      |
| 7     | FRA  | Chloé Trespeuch    |
| 8     | RSF  | Kristina Paul      |
| 9     | USA  | Lindsey Jacobellis |
| 10    | ITA  | Raffaella Brutto   |
|       |      |                    |
| 16    | GER  | Jana Fischer       |
| 19    | SUI  | Aline Albrecht     |
| 20    | SUI  | Sophie Hediger     |
| 24    | AUT  | Pia Zerkhold       |

Qualifikation: 9. Februar 2021; Finale: 11. Februar 2021 in Idre, Schweden

Es waren 25 Sportlerinnen am Start

#### Parallel-Riesenslalom
| Platz | Land | Sportler                   |
| ----- | ---- | -------------------------- |
| 1     | GER  | Selina Jörg                |
| 2     | RSF  | Sofija Nadyrschina         |
| 3     | AUT  | Julia Dujmovits            |
| 4     | AUT  | Claudia Riegler            |
| 5     | GER  | Ramona Theresia Hofmeister |
| 6     | GER  | Cheyenne Loch              |
| 7     | JPN  | Tomoka Takeuchi            |
| 8     | CAN  | Megan Farrell              |
| 9     | SUI  | Julie Zogg                 |
| 10    | AUT  | Sabine Schöffmann          |
| 11    | GER  | Carolin Langenhorst        |
| 12    | SUI  | Ladina Jenny               |
| 13    | SUI  | Jessica Keiser             |
|       |      |                            |
| 19    | GER  | Melanie Hochreiter         |
| 24    | AUT  | Daniela Ulbing             |
| 28    | SUI  | Patrizia Kummer            |

Qualifikation und Finale: 1. März 2021 in Rogla, Slowenien

Es waren 51 Sportlerinnen am Start.

#### Parallelslalom
| Platz | Land | Sportlerin                 |
| ----- | ---- | -------------------------- |
| 1     | RSF  | Sofija Nadyrschina         |
| 2     | GER  | Ramona Theresia Hofmeister |
| 3     | GER  | Selina Jörg                |
| 4     | CAN  | Megan Farrell              |
| 5     | GER  | Cheyenne Loch              |
| 6     | RSF  | Natalja Sobolewa           |
| 7     | AUT  | Julia Dujmovits            |
| 8     | AUT  | Claudia Riegler            |
| 9     | SUI  | Julie Zogg                 |
| 10    | GER  | Carolin Langenhorst        |
|       |      |                            |
| 12    | AUT  | Daniela Ulbing             |
| 14    | SUI  | Patrizia Kummer            |
| 15    | SUI  | Jessica Keiser             |
| 16    | AUT  | Sabine Schöffmann          |
| 17    | SUI  | Ladina Jenny               |
| 31    | SUI  | Larissa Gasser             |

Qualifikation und Finale: 2. März 2021 in Rogla, Slowenien

Es waren 51 Sportlerinnen am Start.

#### Slopestyle
| Platz | Land | Sportler             | Punkte |
| ----- | ---- | -------------------- | ------ |
| 1     | NZL  | Zoi Sadowski-Synnott | 85,95  |
| 2     | USA  | Jamie Anderson       | 81,10  |
| 3     | AUS  | Tess Coady           | 78,13  |
| 4     | FIN  | Enni Rukajärvi       | 77,90  |
| 5     | JPN  | Kokomo Murase        | 77,08  |
| 6     | AUT  | Anna Gasser          | 76,96  |
| 7     | GER  | Annika Morgan        | 70,16  |
| 8     | NZL  | Cool Wakushima       | 67,81  |

Qualifikation: 10. März 2021; Finale: 12. März 2021 in Aspen

Es waren 27 Sportlerinnen am Start.

#### Halfpipe
| Platz | Land | Sportler          | Punkte |
| ----- | ---- | ----------------- | ------ |
| 1     | USA  | Chloe Kim         | 93,75  |
| 2     | USA  | Maddie Mastro     | 89,00  |
| 3     | ESP  | Queralt Castellet | 87,50  |
| 4     | JPN  | Sena Tomita       | 86,50  |
| 5     | JPN  | Haruna Matsumoto  | 77,50  |
| 6     | JPN  | Mitsuki Ono       | 74,50  |
| 7     | CAN  | Elizabeth Hosking | 70,50  |
| 8     | JPN  | Kurumi Imai       | 64,25  |
| 9     | GER  | Leilani Ettel     | 60,00  |
| 10    | AUS  | Emily Arthur      | 55,75  |
|       |      |                   |        |
| 17    | SUI  | Berenice Wicki    |        |

Qualifikation: 11. März 2021 

Finale: 13. März 2021 in Aspen

Es waren 18 Sportlerinnen am Start

#### Big Air
| Platz | Land | Sportler             | Punkte |
| ----- | ---- | -------------------- | ------ |
| 1     | CAN  | Laurie Blouin        | 177,75 |
| 2     | NZL  | Zoi Sadowski-Synnott | 176,75 |
| 3     | JPN  | Miyabi Onitsuka      | 174,75 |
| 4     | AUT  | Anna Gasser          | 170,25 |
| 5     | AUS  | Tess Coady           | 151,75 |
| 6     | JPN  | Kokomo Murase        | 110,25 |
| 7     | USA  | Jamie Anderson       | 90,00  |
| 8     | JPN  | Reira Iwabuchi       | 61,75  |
| 9     | GER  | Annika Morgan        |        |

Qualifikation: 14. März 2021; Finale: 16. März 2021 in Aspen

Es waren 26 Sportlerinnen am Start.

### Männer

#### Snowboardcross
| Platz | Land | Sportler            |
| ----- | ---- | ------------------- |
| 1     | ESP  | Lucas Eguibar       |
| 2     | AUT  | Alessandro Hämmerle |
| 3     | CAN  | Éliot Grondin       |
| 4     | AUT  | Jakob Dusek         |
| 5     | GER  | Martin Nörl         |
| 6     | GER  | Paul Berg           |
| 7     | FRA  | Merlin Surget       |
| 8     | CAN  | Liam Moffatt        |
| 9     | USA  | Jake Vedder         |
| 10    | NED  | Glenn de Blois      |
|       |      |                     |
| 13    | SUI  | Kalle Koblet        |
| 17    | AUT  | Lukas Pachner       |
| 27    | SUI  | Nick Watter         |
| 30    | AUT  | David Pickl         |
| 33    | SUI  | Nicola Lubasch      |
| 35    | GER  | Umito Kirchwehm     |
| 37    | GER  | Leon Beckhaus       |

Qualifikation: 9. Februar 2021; Finale: 11. Februar 2021 in Idre, Schweden

Es waren 49 Sportler am Start.

#### Parallel-Riesenslalom
| Platz | Land | Sportler           |
| ----- | ---- | ------------------ |
| 1     | RSF  | Dmitri Loginow     |
| 2     | ITA  | Roland Fischnaller |
| 3     | RSF  | Andrei Sobolew     |
| 4     | KOR  | Kim Sang-kyum      |
| 5     | SUI  | Nevin Galmarini    |
| 6     | AUT  | Lukas Mathies      |
| 7     | ITA  | Aaron March        |
| 8     | POL  | Michał Nowaczyk    |
| 9     | RSF  | Igor Slujew        |
| 10    | ITA  | Mirko Felicetti    |
|       |      |                    |
| 14    | AUT  | Alexander Payer    |
| 16    | AUT  | Andreas Prommegger |
| 18    | SUI  | Dario Caviezel     |
| 20    | GER  | Stefan Baumeister  |
| 23    | GER  | Elias Huber        |
| 26    | AUT  | Benjamin Karl      |
| 29    | SUI  | Gian Casanova      |
| 38    | GER  | Ole-Mikkel Prantl  |
| DSQ   | GER  | Yannik Angenend    |

Qualifikation und Finale: 1. März 2021 in Rogla, Slowenien

Es waren 58 Sportler am Start.

#### Parallelslalom
| Platz | Land | Sportlerin         |
| ----- | ---- | ------------------ |
| 1     | AUT  | Benjamin Karl      |
| 2     | AUT  | Andreas Prommegger |
| 3     | RSF  | Dmitri Loginow     |
| 4     | RSF  | Andrei Sobolew     |
| 5     | KOR  | Lee Sang-ho        |
| 6     | POL  | Michał Nowaczyk    |
| 7     | POL  | Oskar Kwiatkowski  |
| 8     | SUI  | Dario Caviezel     |
| 9     | SUI  | Nevin Galmarini    |
| 10    | AUT  | Alexander Payer    |
|       |      |                    |
| 20    | GER  | Stefan Baumeister  |
| 23    | GER  | Elias Huber        |
| 27    | AUT  | Lukas Mathies      |
| 30    | GER  | Ole-Mikkel Prantl  |
| 31    | SUI  | Gian Casanova      |
| 33    | GER  | Yannik Angenend    |

Qualifikation und Finale: 2. März 2021 in Rogla, Slowenien

Es waren 57 Sportler am Start.

#### Slopestyle
| Platz | Land | Sportler           | Punkte |
| ----- | ---- | ------------------ | ------ |
| 1     | NOR  | Marcus Kleveland   | 90,66  |
| 2     | CAN  | Sébastien Toutant  | 82,53  |
| 3     | FIN  | Rene Rinnekangas   | 82,51  |
| 4     | USA  | Redmond Gerard     | 82,28  |
| 5     | JPN  | Kaito Hamada       | 80,23  |
| 6     | CAN  | Maxence Parrot     | 78,60  |
| 7     | USA  | Dusty Henricksen   | 77,90  |
| 8     | JPN  | Hiroaki Kunitake   | 77,76  |
| 9     | JPN  | Ruki Tobita        | 74,85  |
| 10    | GER  | Leon Vockensperger | 74,21  |
|       |      |                    |        |
| 17    | GER  | Leon Gütl          |        |
| 23    | GER  | Noah Vicktor       |        |
| 27    | SUI  | Nicolas Huber      |        |
| 31    | AUT  | Moritz Amsüss      |        |
| 36    | SUI  | Moritz Boll        |        |
| 50    | SUI  | Jonas Bösiger      |        |
| 51    | SUI  | Moritz Thönen      |        |

Qualifikation: 10. März 2021; Finale: 12. März 2021 in Aspen

Es waren 54 Sportler am Start.

#### Halfpipe
| Platz | Land | Sportler             | Punkte |
| ----- | ---- | -------------------- | ------ |
| 1     | JPN  | Yūto Totsuka         | 96,25  |
| 2     | AUS  | Scotty James         | 90,50  |
| 3     | SUI  | Jan Scherrer         | 87,00  |
| 4     | SUI  | David Hablützel      | 81,50  |
| 5     | USA  | Chase Josey          | 81,00  |
| 6     | USA  | Chase Blackwell      | 80,25  |
| 7     | GER  | André Höflich        | 79,75  |
| 8     | USA  | Taylor Gold          | 78,25  |
| 9     | JPN  | Raibu Katayama       | 36,25  |
| 10    | CAN  | Derek Livingston     | 29,25  |
|       |      |                      |        |
| 15    | GER  | Benedikt Bockstaller |        |
| 22    | GER  | Florian Lechner      |        |
| 26    | GER  | Christoph Lechner    |        |

Qualifikation: 11. März 2021 

Finale: 13. März 2021 in Aspen

Es waren 27 Sportler am Start.

#### Big Air
| Platz | Land | Sportler           | Punkte |
| ----- | ---- | ------------------ | ------ |
| 1     | CAN  | Mark McMorris      | 179,25 |
| 2     | CAN  | Maxence Parrot     | 178,25 |
| 3     | NOR  | Marcus Kleveland   | 176,25 |
| 4     | JPN  | Ruki Tobita        | 166,50 |
| 5     | JPN  | Kaito Hamada       | 166,25 |
| 6     | ITA  | Emiliano Lauzi     | 160,75 |
| 7     | USA  | Judd Henkes        | 152,00 |
| 8     | NOR  | Ståle Sandbech     | 136,50 |
| 9     | FIN  | Rene Rinnekangas   | 116,50 |
| 10    | AUS  | Matthew Cox        | 111,50 |
|       |      |                    |        |
| 12    | GER  | Leon Gütl          | 91,25  |
| 16    | SUI  | Nicolas Huber      | 80,50  |
| 17    | AUT  | Clemens Millauer   | 80,25  |
| 19    | GER  | Noah Vicktor       | 78,50  |
| 22    | GER  | Leon Vockensperger | 75,50  |
| 28    | SUI  | Moritz Thönen      | 70,75  |
| 34    | AUT  | Moritz Amsüss      | 64,50  |
| 40    | SUI  | Moritz Boll        | 49,25  |
| 52    | SUI  | Jonas Bösiger      | 19,75  |

Qualifikation: 14. März 2021 

Finale: 16. März 2021

Es waren 57 Sportler am Start.

### Mixed

#### Snowboardcross Team
| Platz          | Land                 | Sportler                                          |
| -------------- | -------------------- | ------------------------------------------------- |
| Finale         |                      |                                                   |
| 1              | Australien I         | Jarryd Hughes Belle Brockhoff                     |
| 2              | Italien I            | Lorenzo Sommariva Michela Moioli                  |
| 3              | Frankreich II        | Léo Le Blé Jaques Julia Pereira de Sousa Mabileau |
| 4              | Vereinigte Staaten I | Hagen Kearney Faye Gulini                         |
| Kleines Finale |                      |                                                   |
| 5              | Tschechien I         | Jan Kubicik Eva Samková                           |
| 6              | Italien II           | Omar Visintin Raffaella Brutto                    |
| 7              | Österreich I         | Jakob Dusek Pia Zerkhold                          |
| 8              | Kanada II            | Liam Moffatt Zoe Bergermann                       |

Datum: 12. Februar 2021